# 親愛なる同志たちへ
『親愛なる同志たちへ』（しんあいなるどうしたちへ、ロシア語: Дорогие товарищи!）は、2020年のロシアの歴史ドラマ映画。アンドレイ・コンチャロフスキー監督・脚本・製作によるノヴォチェルカッスク虐殺を描いた作品である。出演はユリア・ヴィソツカヤとアンドレイ・グセフなど。第77回ヴェネツィア国際映画祭のコンペティション部門でプレミア上映され、審査員特別賞を受賞した。第93回アカデミー賞国際長編映画賞にロシア代表作として出品され、最終選考15作品に残った。
日本では2021年11月に第33回東京国際映画祭のワールド・フォーカス部門で上映された後、2022年4月8日から全国順次公開された。

## ストーリー
1962年6月1日、フルシチョフ政権下のソ連で物価高騰と食糧不足が蔓延していた。第二次世界大戦の最前線で看護師を務め、共産党市政委員会のメンバーであるリューダは、国中が貧しい中でも贅沢品を手に入れるなど、党の特権を使いながらも父と18歳の娘スヴェッカの3人で穏やかな生活を送っていた。
そんな中、ソ連南西部ノボチェルカッスクの機関車工場で大規模なストライキが勃発。生活の困窮にあえぐ労働者たちが、物価の高騰や給与カットに抗議の意思を表したのだ。この問題を重大視したモスクワのフルシチョフ政権は、スト鎮静化と情報遮断のために高官を現地に派遣する。そして翌2日、街の中心部に集まった約5000人のデモ隊や市民を狙った無差別銃撃事件が発生。リューダは、愛娘スヴェッカの身を案じ、凄まじい群衆パニックが巻き起こった広場を駆けずり回る。スヴェッカはどこにいるのか、すでに銃撃の犠牲者となって“処分”されてしまったのか。長らく忠誠を誓ってきた共産党への疑念に揺れるリューダが、必死の捜索の果てにたどり着いた真実とは……。

## キャスト
- リューダ・ショーミナﾉ - ノヴォチェルカッスク市の市政委員会のメンバー：ユリア・ヴィソツカヤ（英語版）
- リューダの父：セルゲイ・アーリッシュ
- スヴェトラーナ・ショーミナ - リューダの娘：ユリヤ・ブロワ
- オレグ・ニコラエヴィチ・ロギノフ - ノヴォチェルカッスク市の市政委員会の第一書記：ウラジスラフ・コマロフ
- ヴィクトル：アンドレイ・グセフ
- ロストフ - KGBノヴォチェルカッスク市部門上級刑事：アンドレイ・グセフ
- オヴォドフ教授：アレクサンダー・マスケリン
- アレクサンダー・バソフ - ロストフ州委員会第一書記：ドミトリー・コスチャエフ
- イッサ・プリエフ陸軍大佐：オレグ・ツベタノビッチ

## 評価
レビュー収集サイトのRotten Tomatoesでは47件のレビューで支持率は96%、平均点は8.1/10となり、「『親愛なる同志たちへ』はその監督の冷たい怒りによってより効果的になったソビエトの歴史の暗い章を鋭く、堂々と見ている」とまとめられた。Metacriticでは14件のレビューに基づいて加重平均値は82/100となった。